# Camarasaurus grandis

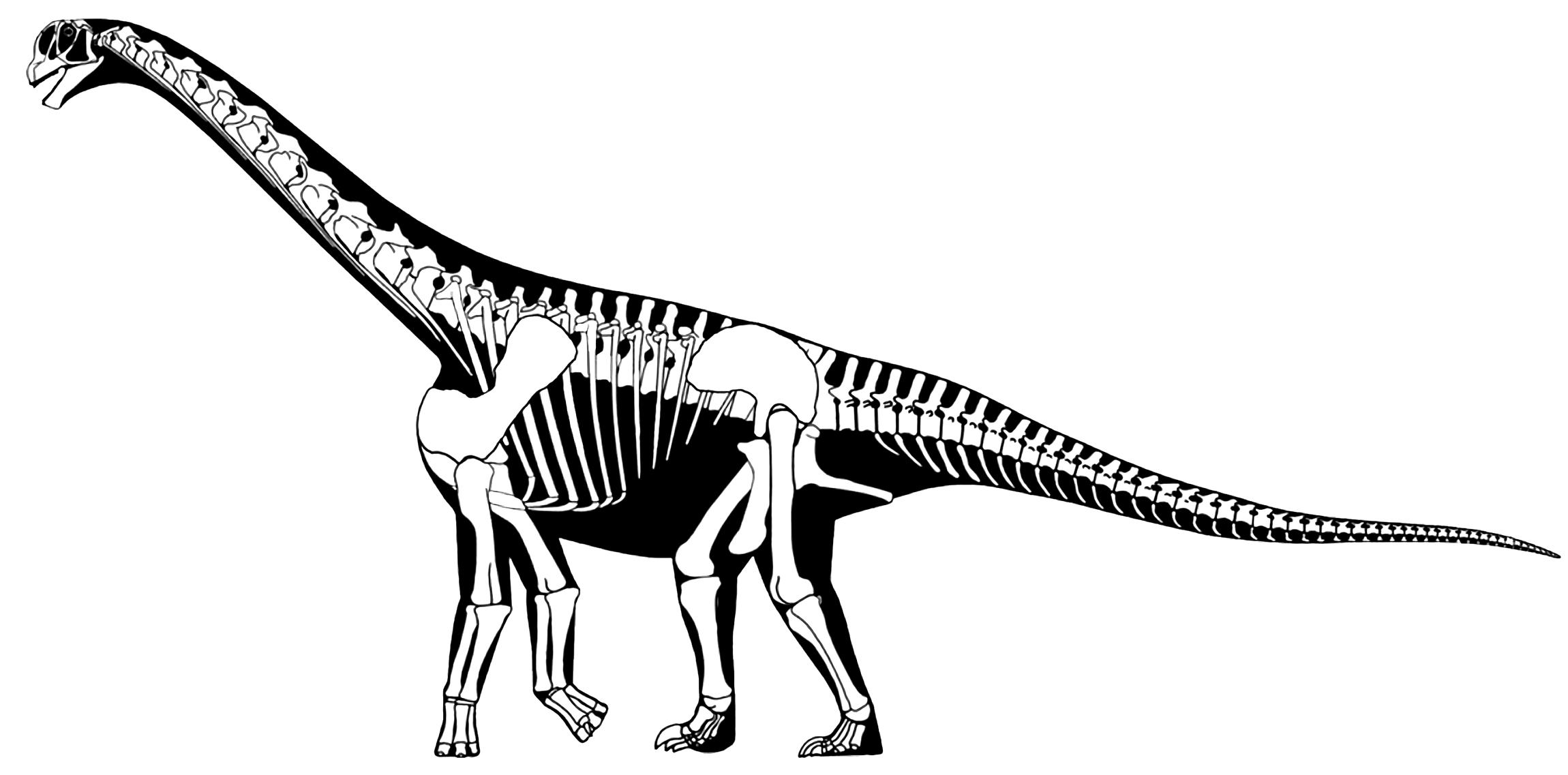
Esqueleto reconstruido.

Camarasaurus grandis (gr. "lagarto de cámaras grande") es una especie del género Camarasaurus de dinosaurio saurópodo camarasáurido que vivió a finales del período Jurásico, hace aproximadamente 155 y 152 millones de años, en el Kimmeridgiense y el Titoniense, en lo que hoy es Norteamérica. Más adelante durante la Guerra de los Huesos, Othniel Charles Marsh nombró al Morosaurus grandis, Archivado el 5 de agosto de 2016 en Wayback Machine. pero la mayoría de los paleontólogos lo consideran actualmente un sinónimo de Camarasaurus, bajo el apelativo de C. grandis. Tales conflictos de nombres eran comunes entre los dos cazadores de dinosaurios rivales.